# 第一次蘇貞昌內閣
第一次蘇貞昌內閣是指2006年1月25日至2007年5月20日期間，由時任行政院院長蘇貞昌所領導的中華民國內閣，為陳水扁政府的第五個內閣。
2006年1月，行政院院長謝長廷以《中華民國95年度中央政府總預算案》覆議未獲國會支持為由，向總統陳水扁請辭獲准。1月19日，陳水扁宣布任命前民主進步黨主席蘇貞昌接任閣揆。

## 概述
蘇貞昌與謝長廷被視為在2008年中華民國總統選舉中的潛在競爭對手。蘇貞昌內閣與謝長廷內閣不同的地方：謝內閣延用游錫堃內閣的主要官員；反之，蘇貞昌則對內閣大幅度改組，內政、外交等部長均作出改組，並延攬曾任行政院大陸委員會主任委員四年的民進黨不分區立委蔡英文為行政院副院長。
蘇貞昌內閣在任期間，建立法源凍結及罷免有案在身、後來被起訴的金融監督管理委員會主任委員龔照勝。由於金融監督管理委員會為獨立機關，其主任委員有任期保障，但被起訴卻無法更動以回應社會期待，這個問題在蘇內閣在任期間得以解決。
蘇貞昌內閣在任時對交通政策方面亦不同於游錫堃內閣及謝長廷內閣選擇不推動蘇花高計畫之政策，明確表態支持並推動蘇花高建設。
蘇貞昌在參與2007年民主進步黨總統提名選舉落敗後，於2007年5月20日向陳水扁請辭獲准。蘇貞昌率領全體閣員於2007年5月21日提出內閣總辭。

## 內閣成員（成立時）
| | |
| - 行政院院長：蘇貞昌（民進） - 行政院副院長：蔡英文（民進） - 行政院祕書長：劉玉山 - 內政部部長：李逸洋（民進） - 外交部部長：黃志芳 - 國防部部長：李傑（國民） - 財政部部長：呂桔誠 - 法務部部長：施茂林 - 教育部部長：杜正勝 - 經濟部部長：黃營杉 - 交通部部長：郭瑤琪（民進） - 蒙藏委員會委員長：許志雄 - 僑務委員會委員長：張富美（民進） - 行政院衛生署署長：侯勝茂 - 行政院環境保護署署長：張國龍 - 行政院海岸巡防署署長：王進旺 - 行政院經濟建設委員會主任委員：胡勝正（民進） - 行政院大陸委員會主任委員：吳釗燮（民進） - 行政院國軍退除役官兵輔導委員會主任委員：胡鎮埔（國民） - 行政院青年輔導委員會主任委員：鄭麗君（民進） - 行政院原子能委員會主任委員：歐陽敏盛 | - 行政院國家科學委員會主任委員：陳建仁 - 行政院研究發展考核委員會主任委員：葉俊榮（民進） - 行政院農業委員會主任委員：蘇嘉全（民進） - 行政院文化建設委員會主任委員：邱坤良 - 行政院勞工委員會主任委員：李應元（民進） - 行政院公平交易委員會主任委員：黃宗樂 - 行政院公共工程委員會主任委員：吳澤成（政務委員兼任） - 行政院體育委員會主任委員：陳全壽 - 行政院客家委員會主任委員：李永得（民進） - 行政院原住民族委員會主任委員：瓦歷斯·貝林（民進） - 行政院消費者保護委員會主任委員：蔡英文（副院長兼任） - 中央選舉委員會主任委員：張政雄 - 行政院金融監督管理委員會主任委員：龔照勝 - 行政院飛航安全委員會主任委員：吳靜雄 - 北美事務協調委員會主任委員：林芳玫（民進） - 新聞局局長：鄭文燦（民進） - 行政院主計處主計長：許璋瑤 - 行政院人事行政局局長：周弘憲（民進） - 中央銀行總裁：彭淮南（國民） - 國立故宮博物院院長：林曼麗 - 政務委員：林錫耀（民進）、吳豐山、林逢慶、林萬億（民進）、何美玥 |

## 內閣成員（總辭時）
注意：僅列出異動部份
- 經濟部部長：陳瑞隆
- 財政部部長：何志欽
- 交通部部長：蔡堆（國民）
- 經濟建設委員會主任委員：何美玥（兼政務委員）
- 大陸委員會主任委員：陳明通（民進）
- 研究發展考核委員會主任委員：施能傑
- 公平交易委員會主任委員：湯金全（民進）
- 體育委員會主任委員：楊忠和
- 金融監督管理委員會主任委員：胡勝正 （民進）
- 新聞局代理局長：易榮宗
- 國家通訊傳播委員會主任委員：蘇永欽（國民）